# Déclaration de Pillnitz
 (décembre 2008).
Si vous disposez d'ouvrages ou d'articles de référence ou si vous connaissez des sites web de qualité traitant du thème abordé ici, merci de compléter l'article en donnant les références utiles à sa vérifiabilité et en les liant à la section « Notes et références ».
La déclaration de Pillnitz est rédigée au château de Pillnitz en Saxe à la fin d'une conférence (du 25 au 27 août 1791) entre l'empereur Léopold II et le roi Frédéric-Guillaume II de Prusse.
Cette négociation traitait de la question polonaise et de la guerre entre le Saint-Empire et l'Empire ottoman.
Après la fuite manquée de Louis XVI et son arrestation à Varennes, l'empereur Léopold II proposa une conférence pour examiner les moyens de sauver la royauté française.
Elle aboutit à une convention, renfermant en germe toutes les coalitions qui se formèrent ensuite contre la Première République française.

## Contexte
Les divers souverains de l'Europe s'étaient profondément émus à la nouvelle des malheurs de Louis XVI. Ils se sentaient atteints eux-mêmes dans la personne du roi de France[réf. nécessaire]. L'impératrice Catherine II de Russie, voyant le principe de l'autorité absolue chanceler sous les coups que lui portait la Révolution, désirait vivement qu'une digue fût opposée à ce torrent, qui menaçait d'ébranler tous les trônes. Aussi se hâta-t-elle de conclure la paix avec la Turquie, afin d'avoir la libre disposition de ses forces[réf. nécessaire]. Le belliqueux Gustave III, roi de Suède, s'attribuait déjà le commandement de l'armée qui envahirait la France. Frédéric-Guillaume, roi de Prusse, et l'empereur Léopold II, avaient tu leurs différends pour se concerter en face du danger qui leur semblait grossir tous les jours. Les monarchies étaient également sensibles aux arguments des émigrés. Ces nobles, dont le marquis de Bouillé, pour qui la France n'était plus rien depuis qu'on avait aboli leurs privilèges, étaient les premiers à pousser l'étranger sur le sol français et prêchaient contre leur patrie une guerre d'extermination.

## La conférence
Une entrevue fut décidée d'abord entre Frédéric-Guillaume et Léopold ; elle eut lieu le 24 août 1791, au château électoral de Pillnitz, dans le Duché de Saxe. Là se rendit aussi le marquis de Bouillé, avec un plan d'opérations des armées étrangères sur les différentes frontières de la France. On y vit également l'ex-ministre Calonne, présent partout où il y avait des intrigues à conduire.
Le comte d'Artois prit également contact avec les souverains. Mais, il eut beau les presser de tirer l'épée du fourreau, Bouillé eut beau leur développer son plan d'invasion, Calonne eut beau se montrer souple, hardi, persuasif : la perspective d'une guerre avec la France, d'une guerre avec un peuple révolutionnaire, une guerre de ce caractère ne plaisait que médiocrement à l'empereur Léopold II, dont l'esprit circonspect en redoutait les suites. Aussi les résolutions qui furent adoptées se ressentirent de ces dispositions.
En dernière minute, le comte d'Artois, frère du roi de France, non invité, arrachait la déclaration des deux monarques, après la fuite manquée de Louis XVI de France arrêté à Varennes et ramené de force à Paris (juin 1791). Les souverains demandaient le rétablissement du roi sur son trône et de ne pas porter atteinte à ses droits. Ils attiraient l'attention de tous les souverains européens et les invitaient à « agir d'urgence au cas où ils seraient prêts ». L'empereur Léopold menaça, à titre personnel, la France d'une guerre.
Tout ce que purent obtenir le comte d'Artois, Bouillé et Calonne, dans cette conférence fameuse, fut la déclaration suivante, datée de Pillnitz, 27 août 1791, et signée par l'empereur Léopold II et Frédéric-Guillaume II :

« Sa majesté l'Empereur, et sa majesté le roi de Prusse, ayant entendu les désirs et les représentations de Monsieur et de monseigneur le Comte d'Artois, se déclarent conjointement qu'elles regardent la situation où se trouve aujourd'hui le roi de France comme un objet d'un intérêt commun à tous les souverains de l'Europe. Elles espèrent que cet intérêt ne peut être méconnu par les puissances dont le secours est réclamé, et qu'en conséquence elles ne refuseront pas d'employer, conjointement avec leurs dites majestés, les moyens les plus efficaces relativement à leurs forces pour mettre le roi de France en état d'affermir dans la plus parfaite liberté, les bases d'un gouvernement monarchique, également convenable aux droits des souverains et au bien-être de la nation française. Alors, et dans ce cas, leurs dites majestés, l'Empereur et le roi de Prusse sont résolues à agir promptement et d'un mutuel commun accord avec les forces nécessaires pour obtenir le but proposé en commun. En attendant, elles donneront à leurs troupes les ordres convenables pour qu'elles soient à portée de se mettre en activité.
[Signé]

Léopold

Frédéric-Guillaume »

— d’après Pierre Granié, Histoire de l'Assemblée constituante de France (1797)
Cette déclaration renfermait, en outre, des articles secrets portant que le Saint-Empire ne mettrait aucun obstacle aux prétentions de la Prusse sur une partie de la Pologne. Quoiqu'elle ne spécifiât aucune mesure immédiate et qu'elle trahît même les intentions pacifiques de Léopold, elle n'en avait pas moins un caractère comminatoire dont le premier effet fut d'exaspérer le sentiment national.

## Portée historique
Elle enthousiasma les émigrés qui y virent le signal d'une prochaine coalition européenne contre la France. Elle participa au commencement des guerres de la Révolution française. Bien que simple signe de solidarité avec les émigrés français et le roi de France, elle était sans contenu, parce que toute action était liée à un accord préalable des grandes puissances, et l'Angleterre de Pitt était contre une guerre contre-révolutionnaire. Cependant, en France, la propagande de l'aile gauche des révolutionnaires (dont Brissot) faisait de la déclaration de Pillnitz une vraie déclaration de guerre, dans le désir de radicaliser la révolution moyennant une guerre extérieure.
Cette déclaration, assimilée à un traité, fut reprochée à Louis XVI, au cours de son procès dans la séance du 11 décembre 1792.